# Park Krajobrazowy Beskidu Śląskiego
Park Krajobrazowy Beskidu Śląskiego – park krajobrazowy położony w województwie śląskim. Obejmuje porośnięte lasem pasma górskie Beskidu Śląskiego: pasmo Czantorii oraz Baraniej Góry.
Park zajmuje powierzchnię 38 620 ha, natomiast jego otulina liczy 22 285 ha.
Na terenie parku znajdują się źródła Białej i Czarnej Wisełki – dwóch potoków dających początek Wiśle.

## Geologia
Budowa geologiczna wzniesień Beskidu Śląskiego jest zróżnicowana. Wzgórza zbudowane są głównie z łupków i wapieni. Występują tu również warstwy zbudowane z piaskowców godulskich i zlepieńców istebniańskich. Na terenie parku znajdują się liczne jaskinie fliszowe, z których część ma status pomników przyrody. Na terenie parku znajdują się m.in. Jaskinia w Trzech Kopcach, Jaskinia Wiślańska (najdłuższa niekrasowa jaskinia w Polsce), Jaskinia Malinowska, Jaskinia Lodowa w Szczyrku, Jaskinia Mokra. Dla ochrony m.in. jaskiń został utworzony w gminie Lipowa rezerwat przyrody Kuźnie. W parku znajdują się też ostańce skalne: ambony, grzyby i grzędy, wśród nich Malinowska Skała czy Skały Grzybowe w Paśmie Stożka.

## Flora
Lasy na terenie parku uległy przekształceniom wskutek eksploatacji. Prawie całkowicie zanikły grądy, które pierwotnie występowały w piętrze pogórza. Wzrósł areał borów jodłowo-świerkowych oraz świerczyn. Zmniejszona została powierzchnia dolnoreglowych lasów bukowych. W dolinach potoków w piętrze pogórza występują obecnie podgórski łęg jesionowy, nadrzeczna olszynka górska oraz dolnoreglowy świerkowy bór na torfie. W reglu dolnym dominują świerczyny. Miejscami spotyka się lasy bukowe: kwaśną buczynę górską i żyzną buczynę karpacką. W runie tego ostatniego zbiorowiska występuje żywiec dziewięciolistny. Strome stoki porastają jaworzyny górskie, fragmentarycznie jaworzyny karpackie. W wyższych partiach regla dolnego występuje bór jodłowo-świerkowy. Regiel górny porastają świerczyny, najlepiej wykształcone w rezerwacie przyrody na Baraniej Górze. Część parku zajmują łąki oraz pastwiska. Wzdłuż potoków występują łopuszyny. Na terenach podmokłych rozwijają się młaki.

## Fauna
Z rzadkich gatunków zwierząt występujących na terenie Parku Krajobrazowego Beskidu Śląskiego źródła wymieniają: drozda obrożnego, świergotka górskiego, głuszca, jarząbka, wilka szarego, rysia eurazjatyckiego oraz okresowo niedźwiedzia brunatnego. W parku spotyka się też podkowca małego, nocka orzęsionego i nocka wąsatka. Rzadkie gatunki ryb to głowacz pręgopłetwy i głowacz białopłetwy. Z zagrożonych gatunków bezkręgowców notowano pachnicę dębową oraz czerwończyka nieparka.

## Rezerwaty
Park obejmuje szereg rezerwatów przyrody, utworzonych w celu ochrony najlepiej zachowanych fragmentów zbiorowisk roślinnych, a zwłaszcza zespołów leśnych, charakterystycznych dla Beskidu Śląskiego:
- Barania Góra – pow. 383,04 ha, górski las mieszany, przechodzący w bór wysokogórski; założony w 1953 na terenie gminy Wisła
- Czantoria – pow. 97,71 ha, dolnoreglowe zbiorowiska leśne z udziałem jaworów, jesionów i klonów; założony w 1996 na terenie gminy Ustroń
- Dolina Łańskiego Potoku (w otulinie parku) – pow. 46,89 ha, podgórski łęg jesionowy i nadrzeczna olszyna górska; założony w 1998 na terenie gminy Jasienica w miejscowości Grodziec
- Jaworzyna – pow. 40,03 ha, jaworzyna górska, buczyna górska i żyzna buczyna karpacka; założony w 2003 r. nad Doliną Wapienicy na terenie miasta Bielsko-Biała
- Kuźnie – pow. 7,22 ha, drzewostan świerkowy, wychodnie skalne i jaskinie; założony w 1996 na terenie gminy Lipowa w miejscowości Twardorzeczka
- Stok Szyndzielni – pow. 54,96 ha, lasy bukowe; założony w 1953 r. nad Doliną Wapienicy na terenie miasta Bielsko-Biała
- Wisła – pow. 17,61 ha, rezerwat faunistyczny, ochrona pstrąga potokowego w naturalnym środowisku występowania; założony w 1959 na terenie gminy Wisła
- Zadni Gaj (w otulinie parku) – pow. 6,39 ha, naturalne stanowisko cisa w drzewostanie świerkowym z domieszką drzew liściastych; założony w 1957 na terenie gminy Goleszów